# The Fight for Freedom
The Fight for Freedom é um filme mudo norte-americano de 1908, do gênero western, provavelmente dirigido por D. W. Griffith. Filmado em Edgewater, Nova Jérsei em junho de 1908, o filme foi lançado em 17 de julho de 1908.

## Elenco
- Florence Auer
- John G. Adolfi
- Kate Bruce
- Edward Dillon
- George Gebhardt
- Arthur V. Johnson
- Wallace McCutcheon Jr.
- Anthony O'Sullivan
- Robert G. Vignola